# Conflit de Buraimi
Le conflit de Buraimi ou différends de Buraimi ( en arabe : حرب البريمي   ) était une série de tentatives secrètes de l'Arabie saoudite pour influencer la loyauté des tribus et des communautés dans et autour de l'oasis de Buraimi dans les années 1940 et 1950, qui a abouti à un conflit armé entre les forces et les tribus fidèles à l'Arabie saoudite, Oman et les États de la Trêve, qui ont éclaté à la suite d'un différend territorial sur la ville d'Al-Buraimi à Oman, et des parties de ce qui est aujourd'hui la ville d'Al Ain aux Émirats arabes unis. Cela équivalait à une tentative d'invasion saoudienne de l'oasis de Buraimi. Les racines du conflit se trouvent dans la partition des zones tribales et des communautés qui a eu lieu dans les États de la Trêve lorsque les compagnies pétrolières cherchaient des concessions pour explorer l'intérieur.

## Contexte
Le différend est né de la revendication de longue date de l'Arabie saoudite, faite en 1949, de la souveraineté sur une grande partie du territoire d'Abou Dhabi où l'on soupçonnait la présence de pétrole et une zone dans un cercle de 20 milles autour du centre de l'oasis de Buraimi. La réclamation est survenue après qu'une équipe de géologues de l'Arabian American Oil Company ( Aramco ) ait franchi la «ligne de Riyad». Il s'agissait d'une frontière négociée en 1935 par les Britanniques pour le compte d'Oman et d'Abu Dhabi avec l'Arabie saoudite, que cette dernière avait rejetée,. Le parti Aramco était accompagné de gardes saoudiens et a été accueilli par Patrick Stobart, alors responsable politique britannique pour les États de la Trêve. Stobart a été brièvement détenu par les Saoudiens, qui ont désarmé ses gardes. L'incident a conduit les Britanniques à protester officiellement auprès du roi d'Arabie saoudite, Abdulaziz Al Saud. Les Saoudiens ont répondu en étendant leur revendication territoriale pour inclure le droit de négocier avec les cheikhs de l'ensemble de l'oasis de Buraimi/Al Ain et des zones du sud et de l'ouest d'Abu Dhabi,.
Les Saoudiens se sont appuyés sur un précédent historique (l'oasis était sous l'influence wahhabite à plusieurs reprises dans la période entre 1800 et 1869) pour leurs revendications, qui ont été contrées par des arguments d'Abu Dhabi et de Mascate basés sur des événements plus récents. L'argument a conduit à l '«Accord de Londres» de 1950, selon lequel tous les mouvements d'exploration et de troupes cesseraient dans la région jusqu'à ce que la question de la souveraineté soit résolue. Malgré les négociations en cours, les Saoudiens ont tenté de reprendre l'oasis.

## Invasion d'Hamasa
Une conférence a eu lieu à Dammam le 28 janvier 1952, en présence du ministre saoudien des Affaires étrangères, des dirigeants d'Abu Dhabi, du Qatar et du résident politique britannique Bernard Burrows. Après de longues délibérations, la conférence a été reportée à février, mais n'a pas abouti à un accord.
Le 31 août 1952, un groupe d'environ 80 gardes saoudiens, dont 40 armés, dirigé par l'émir saoudien de Ras Tanura, Turki bin Abdullah Al Otaishan, traversa le territoire d'Abu Dhabi et occupa Hamasa (en), l'un des trois villages omanais de l'oasis, la revendiquant comme faisant partie de la province orientale de l'Arabie saoudite. Ils ont été aidés en cela par le cheikh Rashid bin Hamad des Al Bu Shamis (en), au grand dam du sultan de Mascate. Le cheikh des Na'im (en) a également été entraîné dans le différend, bien qu'il ait initialement tenté d'en rester éloigné. Al Otaishan a été invité dans le village par Sheikh Rashid et s'est proclamé gouverneur, et a annoncé qu'il était venu à l'appel de la population indigène pour les "protéger". Al Otaishan et ses hommes se sont mis à distribuer des vêtements, de l'argent et d'autres fournitures et ont organisé un banquet - une initiative populaire dans la région pauvre. En tout, il a recueilli quelque 95 déclarations de soutien grâce à ses efforts.
Le sultan de Mascate et l'imam d'Oman ont rassemblé leurs forces pour expulser les Saoudiens mais ont été persuadés par le gouvernement britannique de faire preuve de retenue en attendant les tentatives de règlement du différend par arbitrage. Le sultan de Mascate, Said bin Taimur, et l'imam ont tous deux levé entre 6 000 et 8 000 forces tribales et se sont rassemblés à Sohar, se préparant à marcher sur Buraimi avant d'être appelés par la Grande-Bretagne à se retirer. Un accord de statu quo a été conclu en octobre 1952. Un renforcement militaire britannique a eu lieu, avec 100 prélèvements Trucial Oman (TOL, plus tard connus sous le nom de Trucial Oman Scouts (en) ), une force soutenue par les Britanniques basée à Charjah, 300 prélèvements du protectorat d'Aden, 7 voitures blindées et 14 Land Rover soutenus par 4 des bombardiers Lancaster (deux basés à la base aérienne britannique de Charjah et deux à Habbaniya ), 3 Anson à Bahreïn et une section de chasseurs Meteor basée à Sharjah. Ceux-ci étaient soutenus par deux frégates. Ces forces ont été utilisées pour bloquer le contingent saoudien, avec des tentatives pour les renforcer en refoulant des convois de camions et des trains de chameaux en provenance d'Arabie saoudite. Le TOL a reçu pour instruction de désarmer tout Saoudien tentant de faire respecter le blocus et de le renvoyer en Arabie saoudite.

### Mutinerie
Les levés d'Aden se sont avérés problématiques : ils avaient été recrutés à la hâte car le TOL n'était pas une force assez importante pour gérer efficacement le blocus de Buraimi, et ils sont arrivés à la base du TOL à Sharjah mal entraînée avec des défauts de commandements. Leur officier a été remplacé par le major Otto Thwaites, qui avait auparavant formé avec succès un détachement d'Aden . Des troubles ont rapidement éclaté et on a découvert que les hommes vendaient des munitions aux membres des tribus locales et que certains étaient en contact avec les Saoudiens. Thwaites a renvoyé un certain nombre d'hommes à Sharjah, mais il y a eu plus de problèmes à cause du meurtre d'un civil dans une tentative de briser le blocus. Une mutinerie a éclaté lorsque Thwaites a arrêté les hommes concernés, un certain nombre d'Aden tirant avec leurs armes alors qu'ils faisaient pression pour la libération des hommes. Le commandant des levés a ordonné aux hommes de retourner à leurs postes et aux meneurs de la mutinerie d'être envoyés à Sharjah, mais un autre incident s'est produit lorsque Thwaites a tenté de renvoyer un sous-officier à Sharjah. L'homme a refusé de partir et, avec deux autres, a ouvert le feu, le tuant ainsi qu'un autre officier britannique et un adjudant jordanien. Ayant aliéné le sentiment local, les Adénines ont été jugés non coupables et sont retournés à Aden, laissant derrière eux un vide considérable qui a finalement été comblé par une compagnie de la base aérienne britannique.

### Arbitrage
À la suite de l'accord de statu quo du 30 juillet 1954, il fut convenu de soumettre le différend à un tribunal arbitral international, que le directeur du renseignement central Allen Dulles a tenté en vain de renverser. L'accord d'arbitrage autorisait le stationnement d'un officier et de quinze hommes de la force saoudienne et des troupes Trucial Oman dans l'oasis. Les forces saoudiennes étaient approvisionnées par voie aérienne car toute autre route leur était impraticable. L'arbitrage devait avoir lieu à Genève.
Pendant ce temps, l'Arabie saoudite s'est lancée dans une campagne de corruption pour obtenir des déclarations de loyauté tribale sur lesquelles son dossier devait être fondé. Cette campagne s'est même étendue au cheikh Zayed bin Sultan Al Nahyan, frère du cheikh Shakhbut, souverain d'Abu Dhabi et à l'époque wali d'Al Ain. Zayed a été approché par les Saoudiens, d'abord avec une offre de 50% de tous les revenus pétroliers de la région, puis une nouvelle voiture et 40 000 roupies. Une troisième approche a offert à Zayed 400 millions de roupies et finalement, il a été informé que le représentant saoudien, Abdullah Al Qurayshi, souhaitait lui présenter trois pistolets.
En 1955, la procédure d'arbitrage a commencé à Genève pour s'effondrer lorsque l'arbitre britannique, Reader Bullard (en), s'est opposé aux tentatives saoudiennes d'influencer le tribunal et s'est retiré - l'un des deux juges à démissionner, l'autre étant le président belge.
Compte tenu de ces violations de l'accord, le gouvernement britannique a décidé d'abroger unilatéralement l'accord de statu quo et de prendre l'oasis le 25 octobre 1955.

### Invasion de Buraimi
Les Britanniques prévoyaient d'utiliser une force écrasante pour empêcher l'effusion de sang, en envoyant 220 hommes, deux escadrons des Trucial Oman, contre la petite force saoudienne. Cependant, l'opération a été compliquée par la présence d'un grand nombre de Bédouins autour de l'oasis, y compris les Bani Kaab (en) de Mahdah sous Sheikh Obaid bin Juma, qui étaient des sujets de Mascate mais ont soutenu Shaikh Rashid bin Hamad des Al Bu Shamis, eux-mêmes notables. Les Na'im étaient également, sous Cheikh Saqr Al Nuaimi, une quantité inconnue. L'opération visait à déplacer rapidement la force saoudienne et à la faire fuir de la zone.
Le 25 octobre, les Trucial Oman Levies ont rapidement pris l'oasis et capturé les quinze membres du contingent saoudien sous l'émir saoudien Bin Nami, qui a été légèrement blessé par balle alors qu'il tentait de résister à l'arrestation et de sauver un coffre contenant quelque 170 000 roupies. La force saoudienne a été transportée par avion sur un RAF Valetta, qui les a emmenés à Sharjah, puis en Arabie saoudite par voie maritime. La plupart des combats ont eu lieu après la reddition des Saoudiens, la force bédouine de quelque 200 hommes ayant opposé une résistance fougueuse aux Levies. Un bombardier Lincoln a été appelé, mais n'a pas pu utiliser ses mitrailleuses car la zone était peuplée de civils.

## Cessez-le-feu
Cheikh Zayed et son frère, Cheikh Hazza, étaient présents lors de l'action et ont accepté d'aider les Britanniques à ouvrir des négociations avec les Cheikhs bédouins, bien qu'ils aient été prudents car ils n'étaient pas impliqués dans ce qui était un problème omanais - les tribus étaient dépendantes de Mascate. Cependant, Zayed avait l'un de ses conseillers les plus fiables travaillant dans les coulisses pour essayer d'empêcher les Kaabis et Shamsis de tirer sur les Levies.
Les Levies planifiaient une attaque nocturne contre les positions bédouines, lorsqu'à 23 heures, Sheikh Saqr et Sheikh Rashid sont arrivés à un petit campement établi par Edward Henderson, un dirigeant d'une compagnie pétrolière connu des Sheikhs qui avait été détaché auprès des Levies. Un cessez-le-feu a été négocié et les deux cheikhs et leurs familles et leurs plus proches partisans ont été envoyés par avion à Bahreïn.
Cheikh Saqr a laissé derrière lui un trésor, une dizaine de coffres reliés en laiton remplis de pièces d'argent s'élevant à quelque 175 000 roupies.

## Conséquences
À la suite du conflit, les Britanniques ont décidé de diviser le territoire de l'oasis de Buraimi, cédant les zones sous les Na'im et Al Bu Shamis, Buraimi et Hamasah, à Oman et le territoire sous Sheikh Zayed, y compris le village d'Al Ain, à Abu Dabi.
Le différend s'est prolongé pendant de nombreuses années jusqu'à ce qu'il soit réglé en 1974 par un accord, connu sous le nom de Traité de Djeddah, entre Cheikh Zayed (alors président des Émirats arabes unis) et Fayçal d'Arabie saoudite.

## Dans la culture populaire
Le premier épisode de la septième saison de The Goon Show s'appelait " The Nasty Affair at the Burami Oasis (en) ". Le Goon Show a utilisé une nouvelle contemporaine comme thème de cadrage de l'histoire, y compris l'ouverture du clip diffusé par BBC News dudit événement; même s'il a divergé dans une vision satirique de la situation à partir de ce moment-là.